# آنبو ۲
آنبو ۲ (به انگلیسی: ANBO_II) یک هواگرد ملخ‌پیشین تک‌موتوره از نوع نظامی آموزشی ساخت شرکت Karo Aviacijos Tiekimo Skyrius است. هواگرد آنبو ۲ نخستین پروازش را در ۲۷ نوامبر ۱۹۲۷ میلادی انجام داد. در مجموع، تعداد ۱ فروند از این هواگرد ساخته شده‌است.
طراح این هواگرد، Antanas Gustaitis بود.